# Horacio Bidevich
Horacio Bidevich (Gualeguaychú, Entre Ríos, 6 de enero de 1964) es un exfutbolista argentino que se desempeñaba como defensor. Actualmente es entrenador.

## Clubes
| Club                    | País      | Año       |
| ----------------------- | --------- | --------- |
| Talleres (RdE)          | Argentina | 1983-1985 |
| Lanús                   | Argentina | 1985-1989 |
| Vélez Sarsfield         | Argentina | 1989-1993 |
| Gimnasia y Tiro (Salta) | Argentina | 1993-1995 |
| Platense                | Argentina | 1995-1996 |
| Talleres (RdE)          | Argentina | 1996-1997 |